# Ivan Metodiev
Ivan Metodiev (8 settembre 1955 – 22 marzo 2006) è stato un calciatore bulgaro, di ruolo centrocampista.

## Carriera
Ha giocato 5 partite con la Nazionale bulgara.